# Walter Frederick Gale
Walter Frederick Gale (Paddington, 27. studenoga 1865. – 1. lipnja 1945.), australski bankar i zaljubljenik u astronomiju koji je otkrio nekoliko kometa. Mnogo se zanimao za astronomiju te je napravio svoj prvi teleskop 1884. godine. Živio i radio u Sydneyu.
Otkrio je nekoliko kometa, uključujući izgubljeni periodični komet 34D/Gale. Otkrio je pet južnih dvostrukih zvijezda prefiksa GLE, te nekoliko tamnih nebeskih objekata, uključujući planetnu maglicu IC 5148 u zviježđu Ždralu. Godine 1892. opisao je oaze i kanale na Marsu. Kraljevsko astronomsko društvo nagradilo ga je Jackson-Gwiltovom medaljom 1935. godine za "otkrića kometa i njegov rad za astronomiju u Novome Južnom Walesu."
Njemu u čast nazvan je udarni krater na Marsu, krater Gale. Godine 2012. izabran je za mjesto slijetanja planetohoda (rovera) Curiosityja.

## Vanjske poveznice
- Gale on the Australian Dictionary of Biography (eng.)